# Miasto Dubrownik
Miasto Dubrownik (chorw. Grad Dubrovnik) – jednostka administracyjna w Chorwacji, w żupanii dubrownicko-neretwiańskiej. W 2011 roku liczyła 42 615 mieszkańców.

## Miejscowości
W skład jednostki wchodzą następujące miejscowości:

- Bosanka
- Brsečine
- Čajkovica
- Čajkovići
- Donje Obuljeno
- Dubravica
- Dubrownik
- Gornje Obuljeno
- Gromača
- Kliševo
- Knežica
- Koločep
- Komolac
- Ljubač
- Lopud
- Lozica
- Mokošica
- Mravinjac
- Mrčevo
- Nova Mokošica
- Orašac
- Osojnik
- Petrovo Selo
- Pobrežje
- Prijevor
- Rožat
- Šipanska Luka
- Suđurađ
- Šumet
- Sustjepan
- Trsteno
- Zaton